# Heike Tischler
Heike Tischler (República Democrática Alemana, 4 de febrero de 1964) es una atleta alemana retirada especializada en la prueba de heptalón, en la que ha conseguido ser subcampeona europea en 1990.

## Carrera deportiva
En el Campeonato Europeo de Atletismo de 1990 ganó la medalla de plata en la competición de heptalón, con un total de 6572 puntos, tras la alemana Sabine Braun y por delante de otra alemana Peggy Beer (bronce). Esta puntuación de 6572 puntos la sitúa como la octava mejor heptaleta alemana, tras Sabine Braun, Sabine Paetz, Ramona Neubert, Anke Behmer-Vater, Heike Drechsler, Ines Schulz y Sibylle Thiele.